# حسن دادشکر
حسن دادشکر (زادهٔ ۱۳۲۶، مهاباد) از پیش‌کسوتان تئاتر کودک و نوجوان است.
او دارای لیسانس بازیگری از دانشکده هنرهای دراماتیک بوده و نخستین گروه تئاتری نوجوانان را در تهران پایه‌گذاری کرده‌‌است.
او به تدریس بازیگری عروسکی مشغول است و علاوه بر این در چند فیلم و مجموعهٔ مخصوص کودکان نیز بازی کرده‌‌است.

## کارنامهٔ هنری

### سینما
- زیر درخت هلو[۱] (۱۳۸۴)
- سگ‌کشی (۱۳۷۹)
- عشق شیشه‌ای (۱۳۷۸)
- حرفه‌ای (۱۳۷۵)
- الو! الو! من جوجوام (۱۳۷۳)
- جنگ نفت‌کش‌ها (۱۳۷۲)
- علی و غول جنگل (۱۳۶۹)
- مجنون (۱۳۶۹)
- شنگول و منگول (۱۳۶۸)
- کارآگاه ۲ (۱۳۶۷)
- شاید وقتی دیگر (۱۳۶۶)
- یاد و دیدار (۱۳۶۶)

### تلویزیون
| سال       | نام                            | سمت              | کارگردان                                  | توضیحات                                                                               |
| --------- | ------------------------------ | ---------------- | ----------------------------------------- | ------------------------------------------------------------------------------------- |
| ۱۳۹۱-۱۳۹۲ | آب‌پریا                         | کارگردان         | مرضیه برومند                              | در نوروز ۱۳۹۲ پخش شد.                                                                 |
| ۱۳۸۷      | قصه‌های ایرانی                  | کارگردان         | حسن دادشکر                                | برنامه کودک و نوجوان شبکه ۲                                                           |
| ۱۳۷۹      | خانه ما                        | بازیگر مهمان     | مسعود کرامتی                              |                                                                                       |
| ۱۳۷۹      | داستان یک شهر ۲                | بازیگر مهمان     | اصغر فرهادی                               | شبکه تهران                                                                            |
| ۱۳۷۹      | آقای تهرانی                    | بازیگر           | مسعود کرامتی                              | شبکه تهران                                                                            |
| ۱۳۷۸      | زندگی                          | بازیگر           | مسعود شاه‌محمدی                            | شبکه تهران                                                                            |
| ۱۳۷۷-۱۳۷۸ | هتل                            | بازیگر مهمان     | مرضیه برومند                              | بازی در اپیزود «خواستگاری»                                                            |
| ۱۳۷۵-۱۳۷۶ | تهران ۱۱- ۵۹۵ ج ۴۸             | بازیگر مهمان     | مرضیه برومند                              | بازی در اپیزود «تحقیق»                                                                |
| ۱۳۷۵      | بهشت گم‌شده                     | بازیگر           | کامران قدکچیان                            | شبکه ۳                                                                                |
| ۱۳۷۴-۱۳۷۵ | فروشگاه                        | بازیگر           | احمد بهبهانی                              | شبکه ۳                                                                                |
| ۱۳۷۴      | بهار اومد                      | کارگردان         | حسن دادشکر                                | شبکه ۲                                                                                |
| ۱۳۷۰-۱۳۷۴ | این خانه دور است               | بازیگر           | مسعود رسام بیژن بیرنگ                     | شبکه ۲                                                                                |
| ۱۳۷۲-۱۳۷۳ | عید آمد، بهار آمد              | کارگردان هنری    | ایرج طهماسب حسن دادشکر علی میری امیر فیضی | کارگردان تلویزیونی: «مریم مصفا» در نوروز ۱۳۷۳، از برنامه کودک و نوجوان شبکه ۲ پخش شد. |
| ۱۳۷۲      | شاخهٔ طوبی                      | بازیگر           | مهدی علی‌احمدی                             | شبکه ۱                                                                                |
| ۱۳۷۱-۱۳۷۲ | همسایه روبرو                   | بازیگر           | امیر سمواتی                               | برنامه کودک و نوجوان شبکه ۲                                                           |
| ۱۳۷۱      | تله تئاتر «در بارگاه شاهان»    | بازیگر           | بهرام شاه‌محمدلو                           | نویسنده: «فرهاد توحیدی»                                                               |
| ۱۳۷۰      | مجموعهٔ عروسکی «سرزمین خوشبختی» | بازیگر           | اردشیر کشاورزی                            | کارگردان تلویزیونی: «منیر نیازاده»                                                    |
| ۱۳۷۰      | تله تئاتر «محکمه عدالت»        | بازیگر           | رضا بابک                                  | شبکه ۱                                                                                |
| ۱۳۷۰      | هزار برگ و هزار رنگ            | بازیگر           | حسین محب‌اهری حسین فردرو                   | برنامه کودک و نوجوان شبکه ۱                                                           |
| ۱۳۶۹      | بچه‌ها خبر!                     | بازیگر           | امیرحسین قهرایی                           | برنامۀ کودک و نوجوان شبکه ۱                                                           |
| ۱۳۶۸      | آقای بهتر                      | بازیگر           | امیر سمواتی                               | شبکه ۲                                                                                |
| ۱۳۶۶-۱۳۶۸ | این شرح بی‌نهایت                | بازیگر           | اسماعیل خلج حمید حمزه                     |                                                                                       |
| ۱۳۶۷      | بازار                          | بازیگر           | مجید قناد                                 | برنامه کودک و نوجوان شبکه ۲                                                           |
| ۱۳۶۷      | آرایشگاه زیبا                  | بازیگر           | مرضیه برومند                              | شبکه ۲                                                                                |
| ۱۳۶۶      | زیر گنبد کبود                  | دستیار کارگردان  | بهرام شاه‌محمدلو ایرج طهماسب               | شبکه ۱                                                                                |
| ۱۳۶۶      | آقاتقی و دوستان                | بازیگر           | مسعود رسام بیژن بیرنگ                     | شبکه ۲                                                                                |
| ۱۳۶۶      | مرد آخر                        | بازیگر           | حمید لبخنده                               | بخشی از مجموعه تلویزیونی «راویان اخبار»                                               |
| ۱۳۶۵      | مفتری                          | بازیگر           | حمید لبخنده                               | کارگردان تلویزیونی: «اسدالله ایمن» بخشی از مجموعه تلویزیونی «راویان اخبار»            |
| ۱۳۶۵      | راهزن                          | بازیگر           | مرضیه برومند                              | بخشی از مجموعه تلویزیونی «راویان اخبار»                                               |
| ۱۳۶۵      | شاگرد اولی‌ها                   | بازیگر           | غلامحسین لطفی                             | در دههٔ فجر ۱۳۶۵ از برنامه کودک و نوجوانِ شبکه ۲ پخش شد.                                |
| ۱۳۶۴      | آفتاب‌مهتاب                     | بازیگر کارگردان  | حسن دادشکر                                | برنامه کودک و نوجوان شبکه ۱                                                           |
| ۱۳۶۴      | گلاب بپاش                      | بازیگر           | سعید نیک‌پور                               | برنامه کودک و نوجوان                                                                  |
| ۱۳۶۴      | همسایه‌ها                       | بازیگر           | مسعود رسام                                | شبکه ۲                                                                                |
| ۱۳۶۳      | بابابزرگ و ترب                 | بازیگر           | بهروز غریب‌پور                             | برنامه کودک و نوجوان شبکه ۱                                                           |
| ۱۳۶۲      | قصه موش کوچولو                 | نویسنده کارگردان | حسن دادشکر                                | برنامه کودک و نوجوان شبکه ۲                                                           |
| ۱۳۶۱      | اعتراض حیوانات                 | بازیگر کارگردان  | حسن دادشکر                                | برنامه کودک و نوجوان شبکه ۱                                                           |